# Hrabišín (železniční zastávka)
Hrabišín je železniční zastávka v Hrabišíně v Olomouckém kraji. Leží v km 33,219 elektrizované jednokolejné železniční trati Olomouc–Šumperk mezi stanicemi Libina a Nový Malín dřevosklad. Obsluhují ji pravidelné osobní vlaky Českých drah (ČD) ve směru Olomouc hl. n. (a Nezamyslice či Vyškov na Moravě) nebo Šumperk. ČD zde od roku 2022 nasazují dvouvozové a posléze i třívozové jednotky RegioPanter.

## Historie
Stavba trati mezi Šternberkem a Šumperkem probíhala v letech 1872–1873. Na stavbě se podílela celá řada místních, především sedláci, kteří disponovali koňskými povozy. Po zprovoznění zastávky 1. prosince 1880 nové spojení po železnici využívali mimo jiné dělníci, kteří dojížděli za prací do Libiny a Šumperka.
Okolí železniční zastávky v květnu 1945 nakrátko obsadili němečtí vojáci. Postavili zde zátarasy a čekali na Rudou armádu. Povedlo se jim okolí zastávky zaminovat a odstřelit tehdy kamenný silniční most přes dráhu.

## Poloha
Zastávka leží asi 900 m jihovýchodně od hrabišínské návsi. Trať vede v kopcích nad Hrabišínem, kde dosahuje nejvyššího stoupání a nejvyšší nadmořské výšky na celém úseku trati z Olomouce do Šumperka. Před Hrabišínem ve směru od Olomouce vede železnice po vysokých náspech a mnoha zářezy ve skále.
Zhruba v polovině nástupiště zastávku překonává silniční most, kudy vede silnice II/446. V blízkosti zastávky prochází také modrá turistická značka; nachází se zde rozcestník Hrabišín (žst) v nadmořské výšce 410 m n. m.

## Popis
Zastávka je zařazena do Integrovaného dopravního systému Olomouckého kraje. Mezi lety 2021 a 2023 došlo k elektrizaci a zkapacitnění trati se zavedením maximální rychlosti až 100 km/h. Proběhla revitalizace zastávky, která je bezbariérově přístupná. Úpravy se dále týkaly vybudování nového jednostranného vnitřního nástupiště o délce 90 metrů. Toto jediné nástupiště má nástupní hranu ve výšce 550 mm nad temenem kolejnice. Došlo též k rekonstrukci přístupového chodníku a vybudování nového přístřešku pro cestující. Nový je také informační a orientační systém včetně digitální odjezdové tabule. V rámci stavby zde byl zřízen i staniční rozhlas. Na místě není možné zakoupit jízdenku a k odbavení cestujících dochází ve vlaku. Cestujícím jsou k dispozici popelnice na tříděný odpad a stojany na kola.

## Galerie

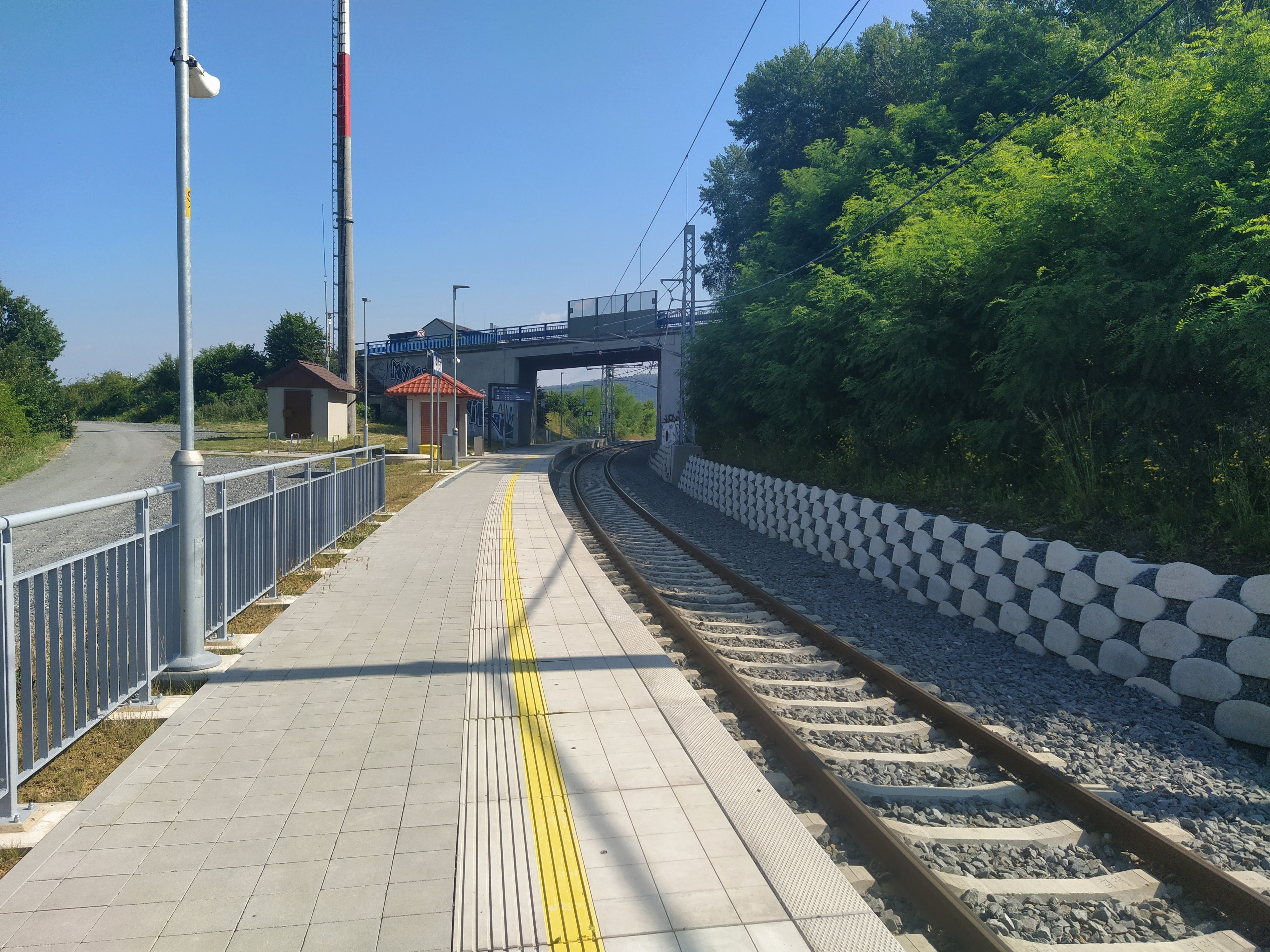
Pohled na nástupiště od jihu
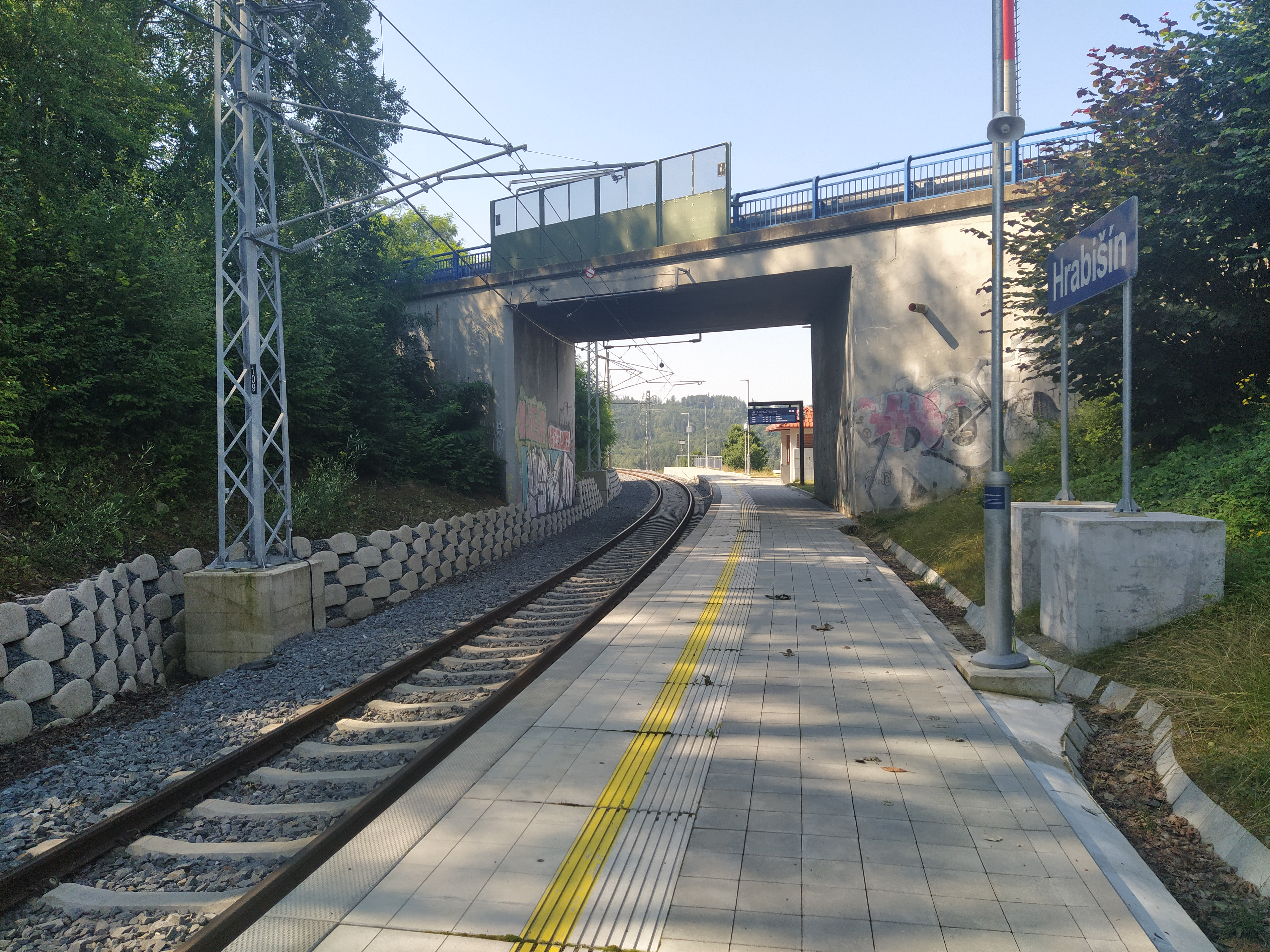
Pohled na nástupiště ze severu, silniční most
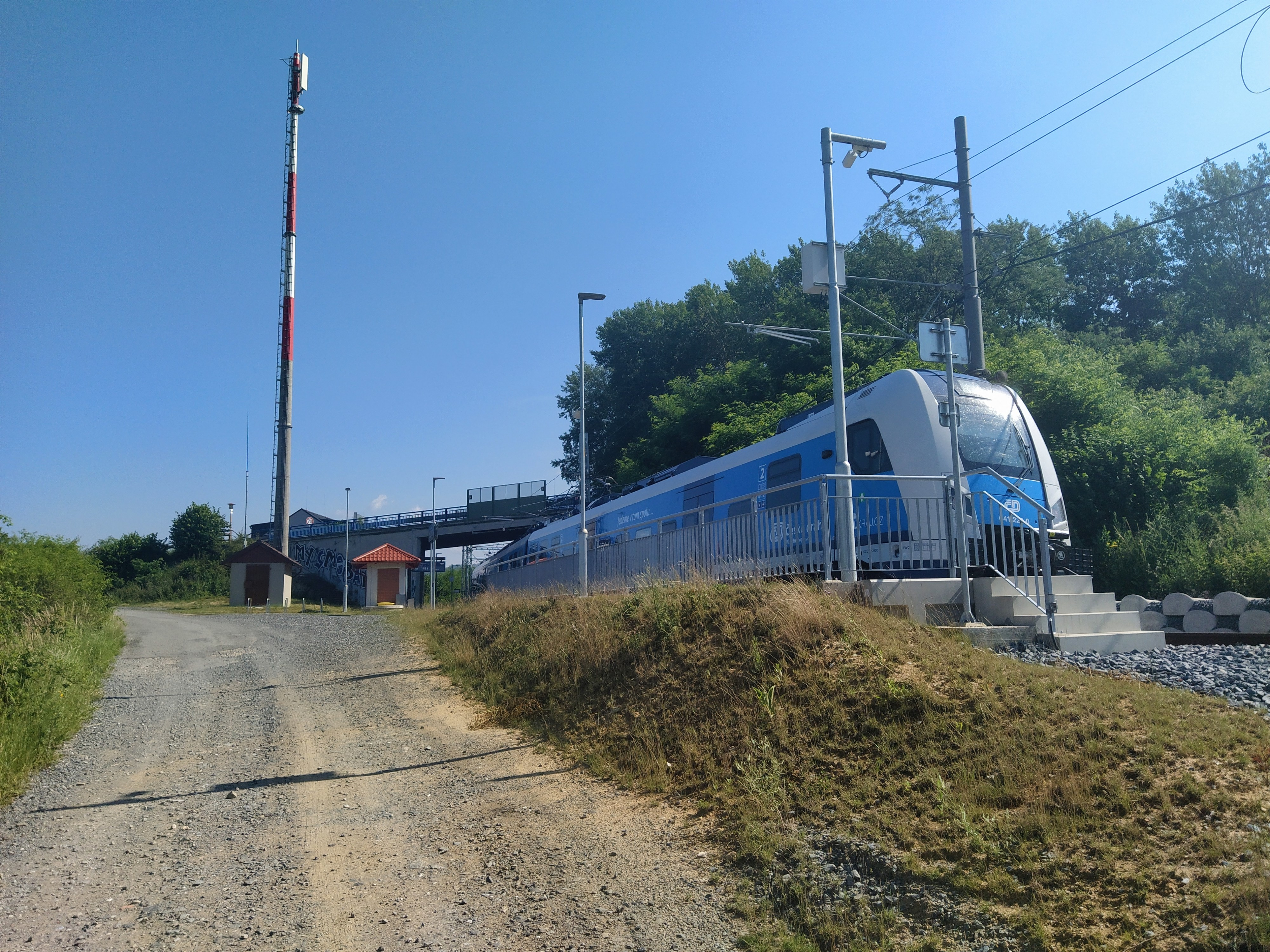
RegioPanter stojící v zastávce